# Sergio Maddè
Sergio Maddè (Dresano, 1º agosto 1946) è un allenatore di calcio ed ex calciatore italiano, di ruolo centrocampista.

## Carriera

### Giocatore
Cresciuto nelle giovanili del Milan, nel 1965 Maddè è stato dato in prestito dalla società lombarda all'Alessandria in Serie B per poter fargli fare esperienza. Dopo solo 8 partite con i piemontesi, nel mese di ottobre è stato richiamato a Milano e inserito in prima squadra. Ha esordito con la maglia rossonera il 1º dicembre 1965 in Coppa delle Fiere contro il CUF Barreiro e successivamente in Serie A il 12 dicembre seguente in Bologna-Milan (4-1). Successivamente è entrato a far parte della formazione titolare del Milan, totalizzando 26 presenze, 21 in campionato e 6 in Coppa delle Fiere. Nella stagione successiva con il Milan ha vinto la Coppa Italia, scendendo in campo durante la manifestazione in 3 partite tra cui la finale del 14 giugno 1967 contro il Padova. In totale in rossonero ha disputato 56 partite segnando 3 gol, tutti in campionato.

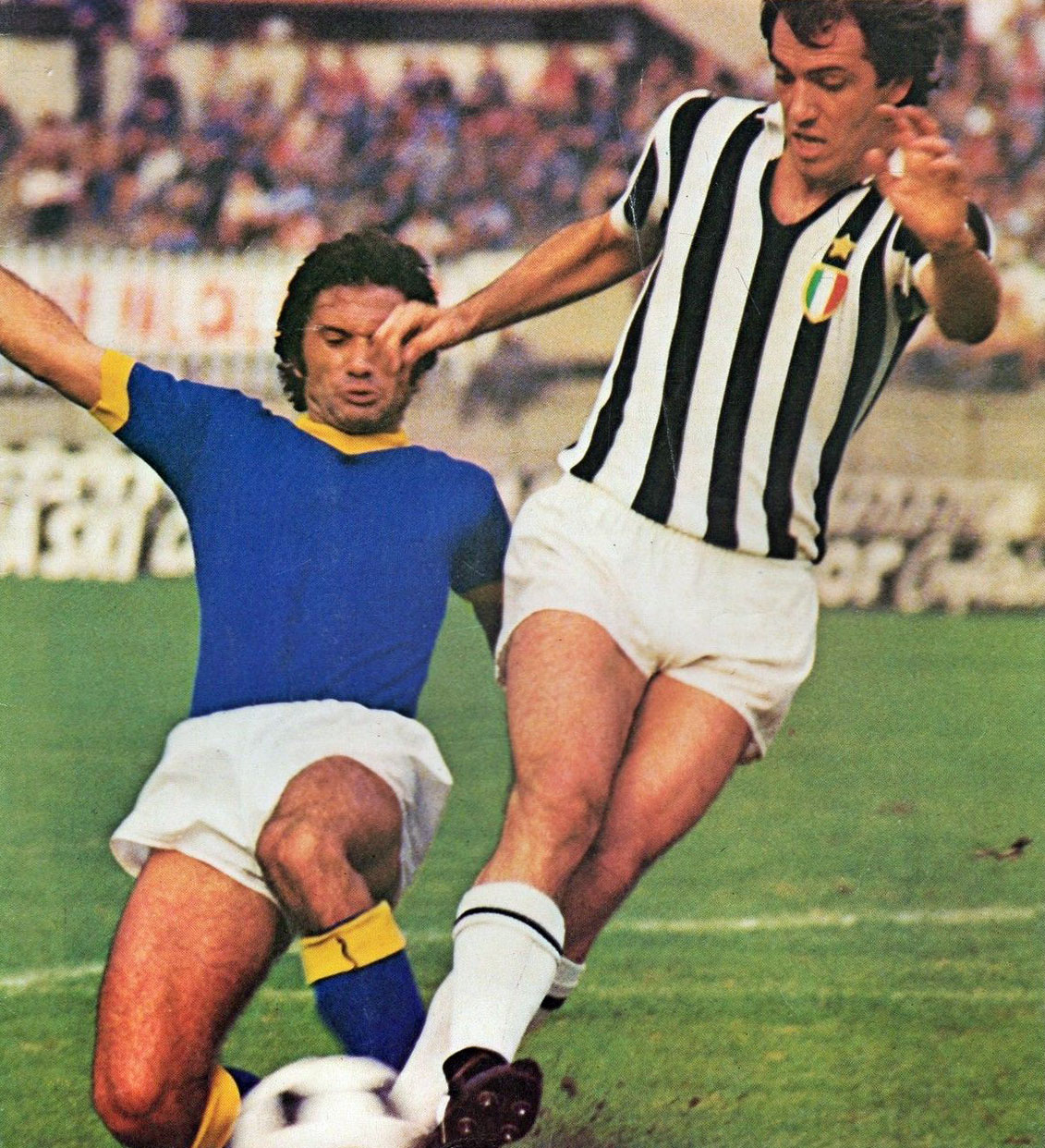
Maddè (a sinistra) al Verona nel 1975, in contrasto sull'attaccante juventino Bettega.

Nel 1967 è passato al Verona in Serie B, con cui ha ottenuto la promozione in Serie A nella prima stagione con i veneti. A Verona è diventato il leader del centrocampo e uno dei giocatori fondamentali degli scaligeri insieme a Emiliano Mascetti e Gianni Bui., mancando ad una sola partita in tre campionati (97 presenze in 3 stagioni) e realizzando 10 reti.
Nel mercato estivo del 1970, voluto da Giancarlo Cadè che già lo aveva allenato a Verona, si è trasferito al Torino con il compagno Bui. La prima stagione a Torino si è conclusa con la vittoria della Coppa Italia proprio grazie a Maddè. Lo spareggio per l'assegnazione del titolo contro il Milan, infatti, è stato deciso ai tiri di rigore dall'ex milanista: entrato al 77º minuto di gioco al posto di Carlo Petrini, dopo l'errore iniziale di Angelo Cereser, Maddè si è incaricato di battere i rimanenti tiri realizzandone 5 contro le 3 trasformazioni di Gianni Rivera per i rossoneri.
Nonostante il successo in Coppa Italia nella stagione seguente, complici anche i rapporti incrinati con li tecnico, il Torino lo ha ceduto in prestito al Mantova in Serie A. Tornato a Torino dopo la retrocessione dei virgiliani, non è più stato tra i titolari e nel 1973 ha deciso di tornare al Verona, dove ha nuovamente trovato il posto di titolare. Con gli scaligeri ha disputato altri 4 campionati di Serie A e uno di Serie B (con una seconda promozione), arrivando a quota 256 presenze totali in maglia gialloblù. in partite ufficiali (di cui 166 in serie A e 64 in serie B) che lo inseriscono al terzo posto della classifica di sempre delle presenze con la maglia del Verona in serie A.
Nel 1978 ha lascito il Verona per trasferirsi in Serie B al Cesena e successivamente chiudere la carriera alla Nocerina in Serie C1 nel 1981.

### Allenatore
Dopo essersi ritirato dal calcio giocato, Maddè ha intrapreso la carriera di allenatore. Ha iniziato ad allenare le giovanili del Verona e dopo aver guidato Trento e Tempio, è stato scelto da Osvaldo Bagnoli come suo secondo al Genoa prima (dal 1990 al 1992) e all'Inter poi (dal 1992 al 1994). Tra marzo e aprile 1993 Maddè ha anche sostituito sulla panchina dell'Inter Bagnoli, assente per essere stato operato al tendine di Achille, contro Pescara Sampdoria e Milan.
In seguito è tornato ad allenare le giovanili del Verona, per poi essere chiamato alla guida della prima squadra in Serie B il 23 marzo 1998 al posto di Luigi Cagni con la squadra in zona pericolosa con 33 punti in 27 partite, ma le fa concludere il campionato a ridosso delle prime totalizzando 20 punti nelle rimanenti 11 gare .
Ritiratosi a vita privata, il 23 dicembre 2003 veniva però nuovamente chiamato in soccorso della squadra gialloblù, subentrando a Sandro Salvioni con la squadra al terz'ultimo posto in Serie B con 12 punti in 20 partite, ma riusciva a portarla alla salvezza realizzando 41 punti nelle rimanenti 26 partite.
Al termine di questa seconda salvezza come allenatore abbandonava nuovamente il mondo del calcio per tornare all'attività di assicuratore.

## Palmarès

### Giocatore
- Coppa Italia: 2

Milan: 1966-1967
Torino: 1970-1971